# آنیته یوان
آنیته یوان وینگ یی (زادهٔ ۴ سپتامبر ۱۹۷۱) یک بازیگر و دارنده عنوان‌های قهرمانی مسابقات زیبایی از هنگ کنگ است.

## حرفه در مسابقات زیبایی
در سال ۱۹۹۰ و در سن ۱۸ سالگی، آنیته یوان وارد مسابقه ملکه زیبایی هنگ کنگ شد. او از نیمه‌نهایی تا فینال، یکی از اصلی‌ترین شانس‌ها برای کسب تاج ملکه زیبایی بود. در نیمه‌نهایی که در ۵ اوت ۱۹۹۰ برگزار شد، او جایزه زیباترین چهره را دریافت کرد و با نمره ۴۸۵، در رتبه سوم قرار گرفت. فینال در ۲۱ اوت ۱۹۹۰ برگزار شد و یوان در نهایت توانست هلن یانگ، که مقام اول را کسب کرده و دو جایزه دیگر نیز دریافت کرده بود، شکست دهد و تاج ملکه زیبایی هنگ کنگ را به‌دست‌آورد. یوان سپس به عنوان نماینده هنگ کنگ در مسابقه ملکه زیبایی چین که به صورت بین‌المللی برگزار می‌شد شرکت کرد. این مسابقات در سال ۱۹۹۱ برگزار شد که شروع آن در ۲ فوریه ۱۹۹۱ بود و او در نهایت توانست عنوان دومی را کسب کند. او همچنین در مسابقه ملکه زیبایی جهان در سال ۱۹۹۱ که در لاس وگاس، نوادا برگزار شد شرکت کرد اما نتوانست به ۱۰ نفر برتر راه یابد و در رتبه ۶۰ قرار گرفت.

## حرفه بازیگری
یوان بیشتر به خاطر ایفای نقش اصلی زن در فیلم درام عاطفی درک یی با عنوان زندگی همین است، عزیزم (۱۹۹۳) شناخته می‌شود. همچنین نقش‌آفرینی او در کمدی او مرد است، او زن است (۱۹۹۴) در کنار لیسلی چونگ، در یادها باقی مانده است. این دو نقش موجب شد که او جوایز بهترین بازیگر زن از آکادمی فیلم هنگ کنگ را دریافت کند. یوان در فیلم‌هایی چون جشن چینی نیز همکاری داشت و با لیسلی چونگ در این فیلم نقش‌های به یاد ماندنی ایفا کرد. علاوه بر ایفای نقش در بسیاری از فیلم‌ها، او در چندین سریال تلویزیونی چین و تایوان نیز بازی کرده است، از جمله هوا مو لان، که در آن در کنار وینسنت ژائو بازی کرد.

## زندگی شخصی
همسر او بازیگر و خواننده هنگ کنگی جولیان چونگ است. در ماه مه سال ۲۰۰۶، یوان اعلام کرد که سه‌ماهه باردار است و تولد اولین فرزندشان را انتظار می‌کشد. فرزند پسر آن‌ها، مورتون چونگ، در تاریخ ۱۲ نوامبر سال ۲۰۰۶ به دنیا آمد. در ۲۳ ژوئن سال ۲۰۰۷، یوان مهمان برنامه تی‌وی‌بی با عنوان مهمان من باش با مجری‌گری استیفن چان بود و فاش کرد که او و جولیان در سال ۲۰۰۱ در شهر شیبویا، ژاپن به‌طور مخفیانه ازدواج کرده‌اند. آنیتا در اوایل سال ۲۰۲۱ فاش کرد که پس از تولد مورتون، او و همسرش جولیان سعی کردند تا برای فرزندشان یک برادر یا خواهر کوچک‌تر به دنیا بیاورند و اولین بار از طریق بارداری طبیعی این کار را امتحان کردند، اما این تلاش موفقیت‌آمیز نبود زیرا افزایش سن طبیعی آنیتا موجب می‌شد که آن‌ها نتوانند از روش طبیعی دارای فرزند دیگری شوند. آنیتا و جولیان سپس تصمیم گرفتند که از روش لقاح خارج از رحم و با استفاده از اسپرم استخراج شده از اسپرم منجمد جولیان برای باردار کردن آنیتا استفاده کنند، اما پس از چندین تلاش ناموفق در مجموع این اقدام ناموفق بود و در نهایت آن‌ها از تلاش برای بارداری دوباره دست کشیدند.